# Beabadoobee
Beatrice Kristi Ilejay Laus, känd professionellt som Beabadoobee, född 3 juni 2000 i Iloilo City i Filippinerna den 3 juni 2000, är en filippinsk-brittisk sångare och låtskrivare. Från 2018 till 2021 släppte hon fem EP under skivbolaget Dirty Hit: Lice (2018), Patched Up (2018), Loveworm (2019), Space Cadet (2019) och Our Extended Play (2021). Hennes debutstudioalbum Fake It Flowers släpptes i oktober 2020 och möttes av beröm från kritiker. Hennes andra studioalbum, Beatopia, släpptes den 15 juli 2022. Hennes tredje studioalbum, This Is How Tomorrow Moves, släpptes den 9 augusti 2024; det blev hennes första album som toppade den brittiska albumlistan.
Beabadoobee fungerade som förband för skivbolagskollegorna The 1975 under flera etapper av deras Music for Cars-turné, såväl som den amerikanska sångerskan Clairo under hennes Immunity-turné. Hon nominerades till Rising Star Award vid Brit Awards 2020 och belönades med Radar Award vid NME Awards samma år. Beabadoobee förutspåddes också som en genombrottsakt för 2020 i en årlig BBC-undersökning av musikkritiker, Sound of 2020. 2023 var Beabadoobee en öppningsakt för Taylor Swift på Eras Tour.

## Biografi

### Uppväxt och utbildning
Laus föddes i Filippinerna år 2000 och flyttade till Storbritannien med sina föräldrar vid tre års ålder. Hon växte upp i västra London och lyssnade på original Pinoy music samt pop- och rockmusik från 1990-talet. När hon var tonåring lyssnade hon på indierockartister som Karen O, Yeah Yeah Yeahs, Florist och Alex G.
Hon studerade vid Sacred Heart High School, en katolsk skola för flickor, innan hon avslutade sitt trettonde år på Hammersmith Academy. Laus tillbringade sju år med att lära sig spela fiol, innan hon fick sin första gitarr vid 17 års ålder. Hon lärde sig också genom att titta på Youtube-tutorials producerade av andra skickliga gitarrister. Hon inspirerades av Kimya Dawson och Juno-soundtracket att börja göra musik. Hon identifierar sig som bisexuell.

### Karriär

#### 2017–2019: "Coffee" och tidiga EP

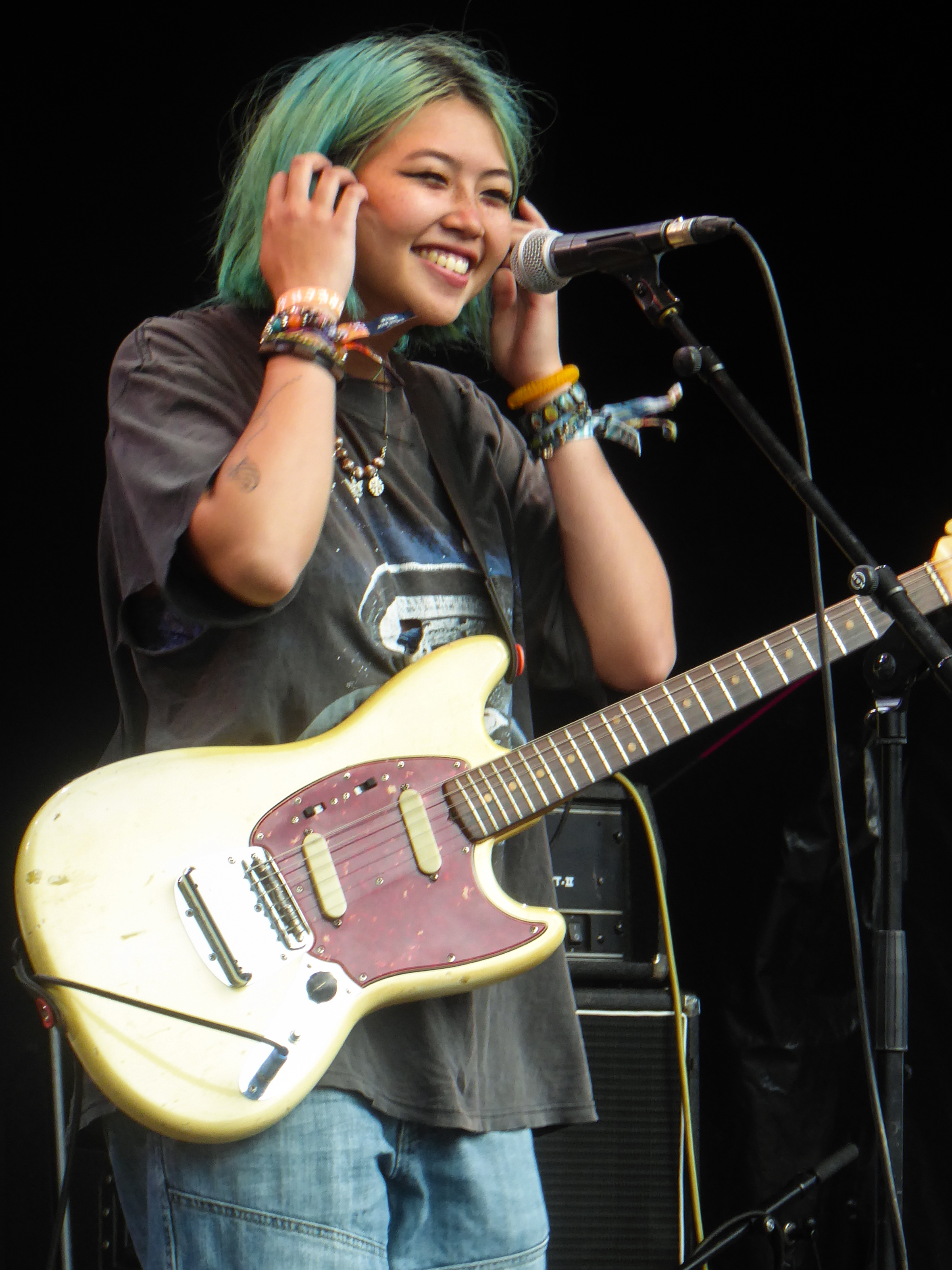
Beabadoobee uppträder 2019.

Den första låten Beabadoobee skrev på sin gitarr var "Coffee". Hon valde sitt professionella namn som ett skämt när hennes vän och producent Oscar Lang förberedde sig på att ladda upp "Coffee" och föreslog att hon skulle släppa sin musik under ett artistnamn. Beabadoobee var ett namn hon hade hittat på för sitt Instagram eftersom inget av hennes namn accepterades där.
Hon släppte "Coffee" samt en cover av Karen O:s "The Moon Song" i september 2017. "Coffee" fick över 300  000 visningar på YouTube, samt uppmärksamhet från Dirty Hit Records. Hon signerades till skivbolaget i april 2018. Detta följdes av släppet av hennes debut-EP Lice i mars 2018 och hennes andra EP Patched Up i december 2018. I januari 2019 placerades Beabadoobee tillsammans med Billie Eilish på NME:s årliga lista över "väsentliga nya artister", "NME 100". Hon släppte därefter sin tredje EP Loveworm. Beabadoobee släppte en akustisk version av denna EP med titeln Loveworm (Bedroom Sessions) i juli 2019.
I september 2019 gav sig Beabadoobee ut på sin första turné och stödde Clairo på hennes Immunity Tour, innan hon släppte sin fjärde EP, Space Cadet, i oktober 2019. Beabadoobee var därefter på omslaget till NME den 25 oktober 2019. Hon nominerades till Rising Star Award vid 2020 Brit Awards i december 2019. I november 2019 släppte Beabadoobee ett par Spotify-singlar, varav en är en cover på "Don't You Forget About Me" av Simple Minds samt en version av "She Plays Bass" inspelad i Abbey Road Studios i London. I december 2019 blev Beabadoobee långlistad i den årliga BBC-undersökningen av musikkritiker, Sound of 2020.

#### 2020–2021: "Death Bed" ochFake It Flowers

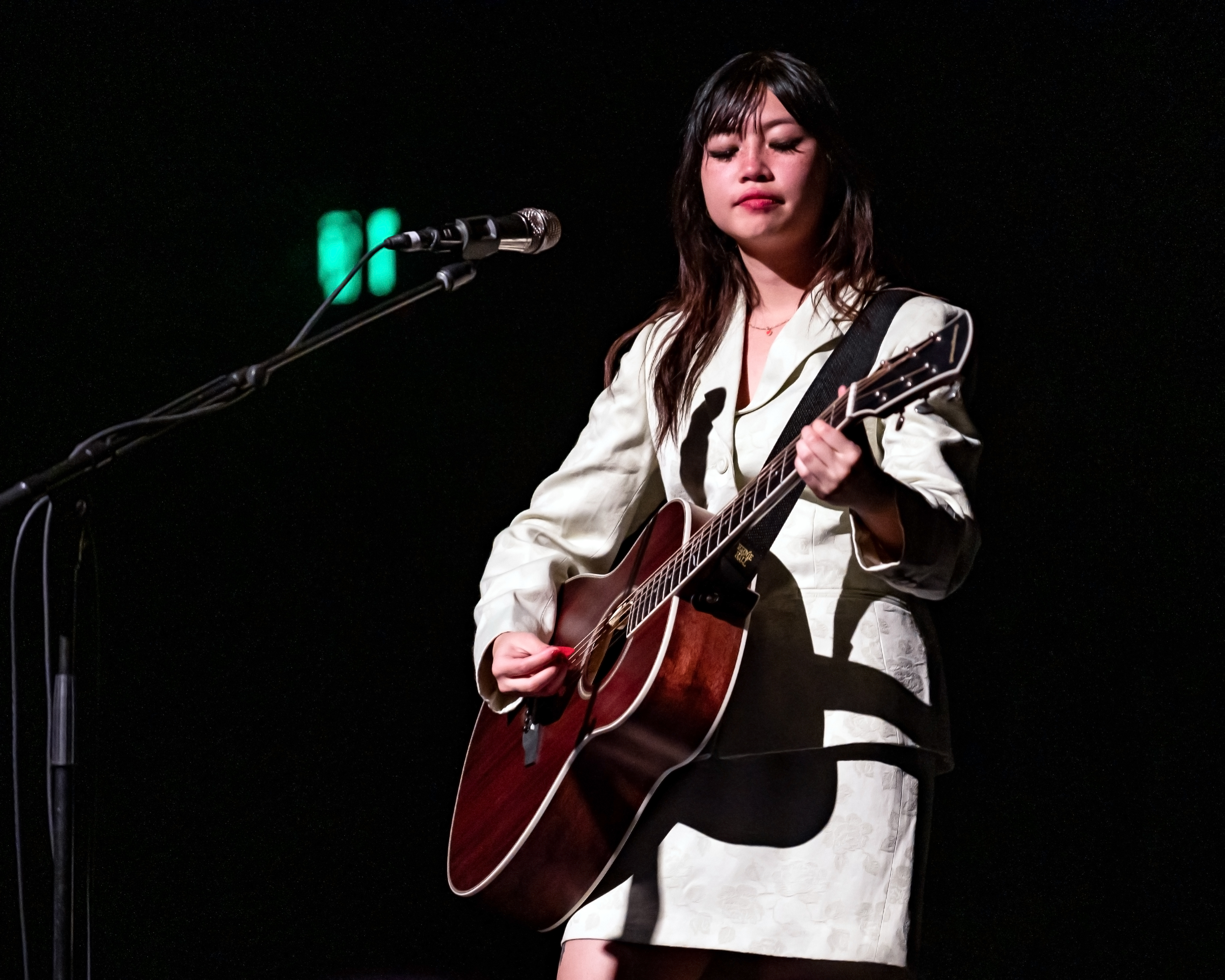
Beabadoobee uppträder 2021.

I februari 2020 uppträdde Beabadoobee på 2020 NME Awards efter att ha vunnit Radar Award. Hon uppträdde med The 1975 på deras Music for Cars-turné för båda brittiska etapperna i februari 2020. Hon följde med bandet under den nordamerikanska delen av turnén i april 2020, men det sköts upp på grund av covid-19-pandemin.
Delar av Beabadoobees 2017 debutsingel "Coffee" användes på den kanadensiska rapparen Powfus singel 2019, "Death Bed (Coffee for Your Head)". Låten blev en enormt framgångsrik sleeper hit efter att ha blivit viral på appen TikTok i början av 2020. I april 2020 hade den kommit in på topp 5 i flera länder, inklusive Storbritannien, Australien och Nya Zeeland. Den fick guldcertifiering i Belgien, Kanada, Frankrike, Mexiko och Nya Zeeland, samt platina eller högre i USA och Storbritannien bland flera andra länder. När Beabadoobee pratade om hennes reaktion på populariseringen av "Death Bed", sa Beabadoobee: "Jag tänker inte ljuga, det var överväldigande... jag hatade det. Jag hatade att fler människor visste om den första låten jag någonsin skrivit och inte mina andra. Jag var så envis men jag växte in i det och accepterade att det är så livet fungerar, jag var extremt tacksam för dess existens och det har bara gett mig fler möjligheter.
Beabadoobee tillkännagav sitt debutstudioalbum Fake It Flowers och släppte dess ledande singel "Care" den 14 juli 2020. I början av augusti 2020 släppte hon albumets andra singel, "Sorry", och avslöjade albumets låtlista, omslagsbild och utgivningsdatum. Hon släppte "Worth It" som tredje singel, "How Was Your Day?" som den fjärde singeln, och "Together" som den femte och sista singeln av Fake It Flowers. Albumet släpptes den 16 oktober 2020 till kritikerros och tillbringade en vecka i UK Albums Chart som nummer 8. Enligt försäljningen i USA rankade Billboard Beabadoobee som den bästa nya rockartist 2020. 2021 gav hon sig ut på en huvudturné i Storbritannien och Irland för att stödja albumet.
Beabadoobee släppte singeln "Last Day on Earth" den 24 mars, producerad och samskriven av Matty Healy och George Daniel från The 1975.

#### 2022–nutid:BeatopiaochThis is How Tomorrow Moves

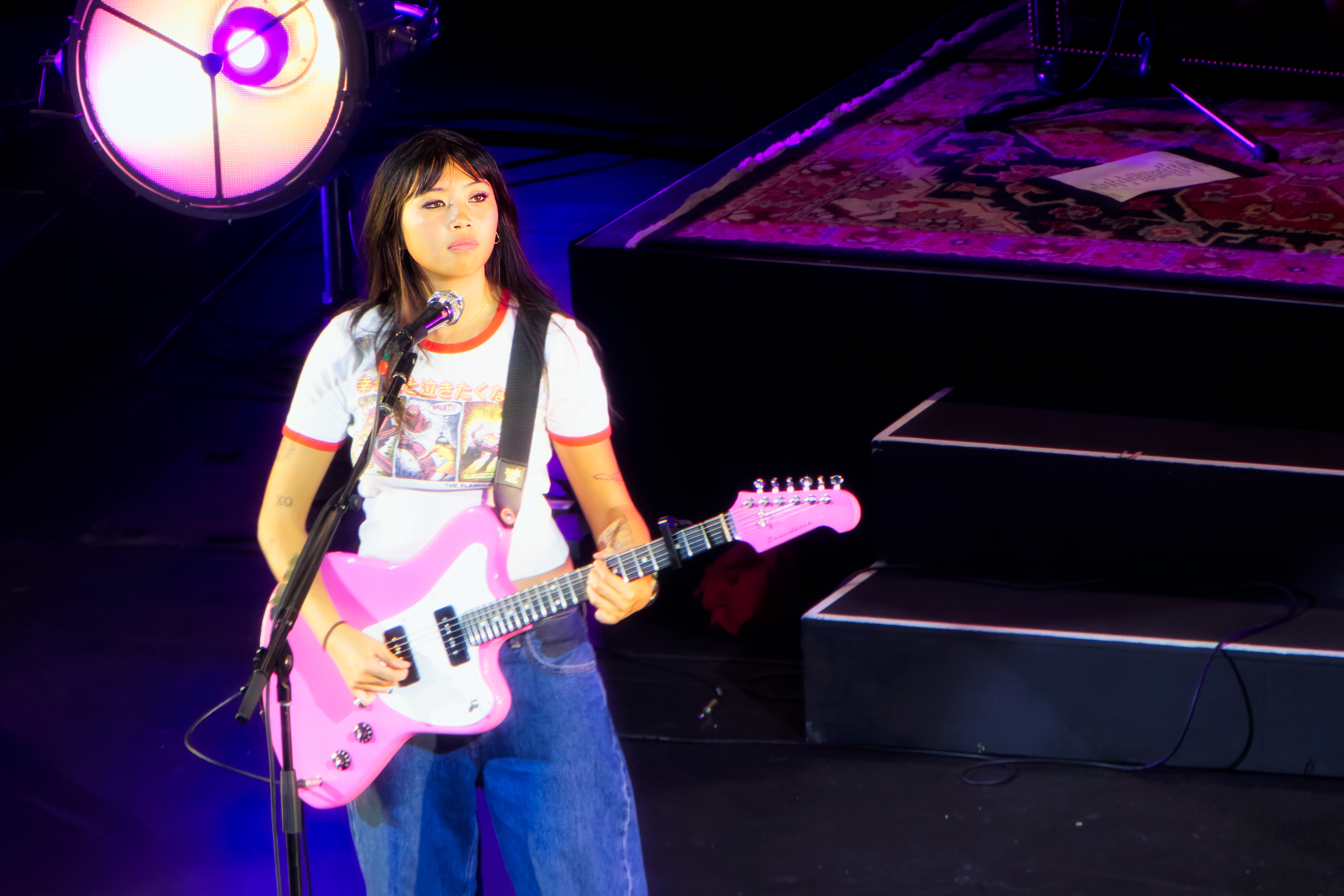
Beabadoobee uppträder 2023.

Hennes andra album Beatopia tillkännagavs den 23 mars 2022. Det släpptes den 15 juli 2022 genom Dirty Hit och gav upphov till den RIAA Gold-certifierade låten "The Perfect Pair".
I januari 2023 publicerade Beabadoobee utdraget av en outgiven låt på TikTok, som snart blev viral på webbplatsen på grund av sin popularitet bland par samt annalkandet av Alla hjärtans dag. Låten, som heter "Glue Song", släpptes senare på Alla hjärtans dag, 14 februari 2023, samt en ytterligare version med Clairo som släpptes den 17 april 2023.
Med start i mars 2023 turnerade Beabadoobee i Tyskland, Italien, Luxemburg, Belgien, Norge, Nederländerna, Sverige och Danmark. Hon uppträdde också som öppningsakt på tolv shower av den amerikanska delen av Taylor Swifts The Eras Tour 2023.
Den 29 juni 2023 meddelade Beabadoobee att hon skulle ställa in sin Europaturné på grund av sjukdom. Hon tillkännagav sedan en ny singel den 11 juli 2023, kallad "The Way Things Go", som släpptes den 19 juli. Beabadoobee släppte sedan en ny singel med Laufey, "A Night to Remember" den 20 oktober 2023.
Hennes tredje studioalbum, This Is How Tomorrow Moves, släpptes den 9 augusti 2024, som debuterade som nummer 1 i Storbritannien, vilket gjorde det till hennes första #1-album.

## Influenser
Laus har angett Elliott Smith, Mac DeMarco, Moldy Peaches, Pavement, Mazzy Star, the Beatles, Simon and Garfunkel och Daniel Johnston som sina musikaliska influenser. Hon har en tatuering av Johnstons konstverk från omslaget till hans album Continued Story with Texas Instruments. I en intervju med Vice 2018 uttryckte hon planer på att göra filmljudspår i framtiden eftersom de inspirerade henne att göra musik.